# Galerija Matešin
Galerija Matešin je umjetnička galerija u mjestu Bojana, osnovana 2002. godine.

## Galerija Matešin
Ime je dobila po umjetniku Franji Matešinu, čija su djela izložena u ovoj galeriji. Od 2008. godine je izložen stalni postav likovnih radova akademskog slikara Franje Matešina. Nalazi se u selu Bojana koje je udaljeno 7 km od Čazme, 25 km od Bjelovara i 60 km od Zagreba.
Galerija je kulturno središte koje se sastoji od dvije galerije sa stalnim postavom, prodajnog dijela sa slikama i suvenirima, parka s igralištem za djecu, amfiteatara u kojem je mali povijesni muzej sela Bojana, terasa za kino projekcije te športskih terena.
U okviru programa se postavljaju likovne izložbe, izvode koncerti i predstave, prikazuju filmovi, održavaju razne radionice, tečajevi, promocije, sastanci te organiziraju druge kulturne, zabavne i športske manifestacije.
Zadnju nedjelju u srpnju organizira se "Dječji dan" posvećen djeci, koji obiluje šarolikim igračkama te igrama za djecu i roditelje, likovnim i kreativnim radionicama, a završava predstavom za djecu.
Za vrijeme prosinca priređuje se "Bojani Božić u Bojani", događanje s tradicijskom božićnom rasvjetom, otvorenim ognjištem, traženjem bombone u slami i općenito hrvatskim blagdanskim ugođajem. Tijekom godine galeriju posjeti nekoliko tisuća ljudi iz Hrvatske i cijeloga svijeta.

## Galerija
- Galerija Matešin Amfiteatar
- U galeriji
- Stalna izložba
- Djela stalne izložbe galerije Matešin